# Cribbia brachyceras
Cribbia brachyceras är en orkidéart som först beskrevs av Victor Samuel Summerhayes, och fick sitt nu gällande namn av Karlheinz Senghas. Cribbia brachyceras ingår i släktet Cribbia, och familjen orkidéer. Inga underarter finns listade i Catalogue of Life.